# Sandra Warner
Sandra Faye Warner, anche conosciuta come Sandy Warner e in seguito come Sandra Warner Gendel (Middletown, New York, 12 maggio 1934 – Los Angeles, 13 marzo 2022), è stata un'attrice, modella e cantante statunitense. A volte ha lavorato insieme alla sua sorella gemella, Sonia Warner.

## Biografia
Sandy e sua sorella Sonia sono nate nel 1934 a Middletown, nella contea di Orange, vicino a New York. Hanno iniziato a esibirsi insieme come cantanti quando avevano cinque anni, e hanno lavorato insieme fino al 1958.
Sandra si è sposata due volte: la prima il 29 novembre 1958, con Charles Ralph Gerstel. La coppia ha divorziato nell'ottobre 1966.
In seguito, il 19 gennaio 1969, Sandra ha sposato Edward Gendel; dalla loro unione è nata l'unica figlia di Sandra, Jennifer Anne Gendel. I due hanno divorziato nel marzo 1975.
Sandra è scomparsa a Los Angeles nel 2022, all'età di 87 anni. Prima di lei, è scomparsa anche Sonia.

### Attrice
Sandra è stata la co-protagonista della sitcom americana Mr. Smith Goes to Washington, prodotta dalla ABC ed andata in onda nel 1962–63: qui, Sandra interpreta Pat, la moglie del senatore statunitense Eugene Smith (Fess Parker).
Sandra è apparsa in vari film, spesso insieme a sua sorella Sonia: fra questi The Human Jungle (1954), Il dominatore di Chicago (1958), A qualcuno piace caldo (1959) e Senza un attimo di tregua (1967). Tra le apparizioni televisive, serie come Il fuggiasco, due episodi di Ai confini della realtà (L'altro posto, 1960 e Il pupazzo, 1962), uno di Perry Mason (La vedova nera, 1964) e uno di La legge di Burke (1964). Ha anche fatto un'apparizione nella serie western Have Gun, Will Travel, nell'episodio Marshal's Boy, del 26 novembre 1960.
Nel settembre 2009, Sandra ha partecipato alla celebrazione presso l'Hotel del Coronado del 50º anniversario delle riprese di A qualcuno piace caldo: alcune scene del film, infatti, sono state girate proprio lì.

### Modella
Sandra è conosciuta anche per essere stata la ragazza sulla copertina di ben 16 album (dei quali 12 di seguito) del musicista Martin Denny, uno dei rappresentanti più famosi del genere musicale noto come exotica: si tratta di un genere molto popolare negli anni '50 e '60, che rappresentava il modo in cui gli occidentali immaginavano la musica tropicale ed oceanica.
La prima copertina su cui Sandra appare è quella dell'album Exotica di Martin Denny nel 1957, arrivato primo nella classifica Billboard. Di lei, Denny ha affermato: «Era una modella stupenda, estremamente fotogenica. Ha posato per almeno la prima dozzina di album che ho fatto. Cambiavano sempre il suo look per adattarlo all'atmosfera dell'album.» Il viso e l'immagine di Sandra sono rimasti così connessi a questo genere di musica che Sandra è spesso soprannominata "the Exotica girl".
Sandy è anche apparsa sulle copertine di album di altri artisti, come ad esempio The Most Mishige di Mickey Katz.

### Cantante
Nel 1959 Sandra ha pubblicato Steve Allen Presents Sandy Warner: Fair & Warner, uno di una serie di album presentati da Steve Allen, per i quali Martin Denny ha scritto le note di copertina. L'album è stato ripubblicato nel 2014 dalla Edberg & Smith Records con il titolo Crazy Kisses.